# Ares V

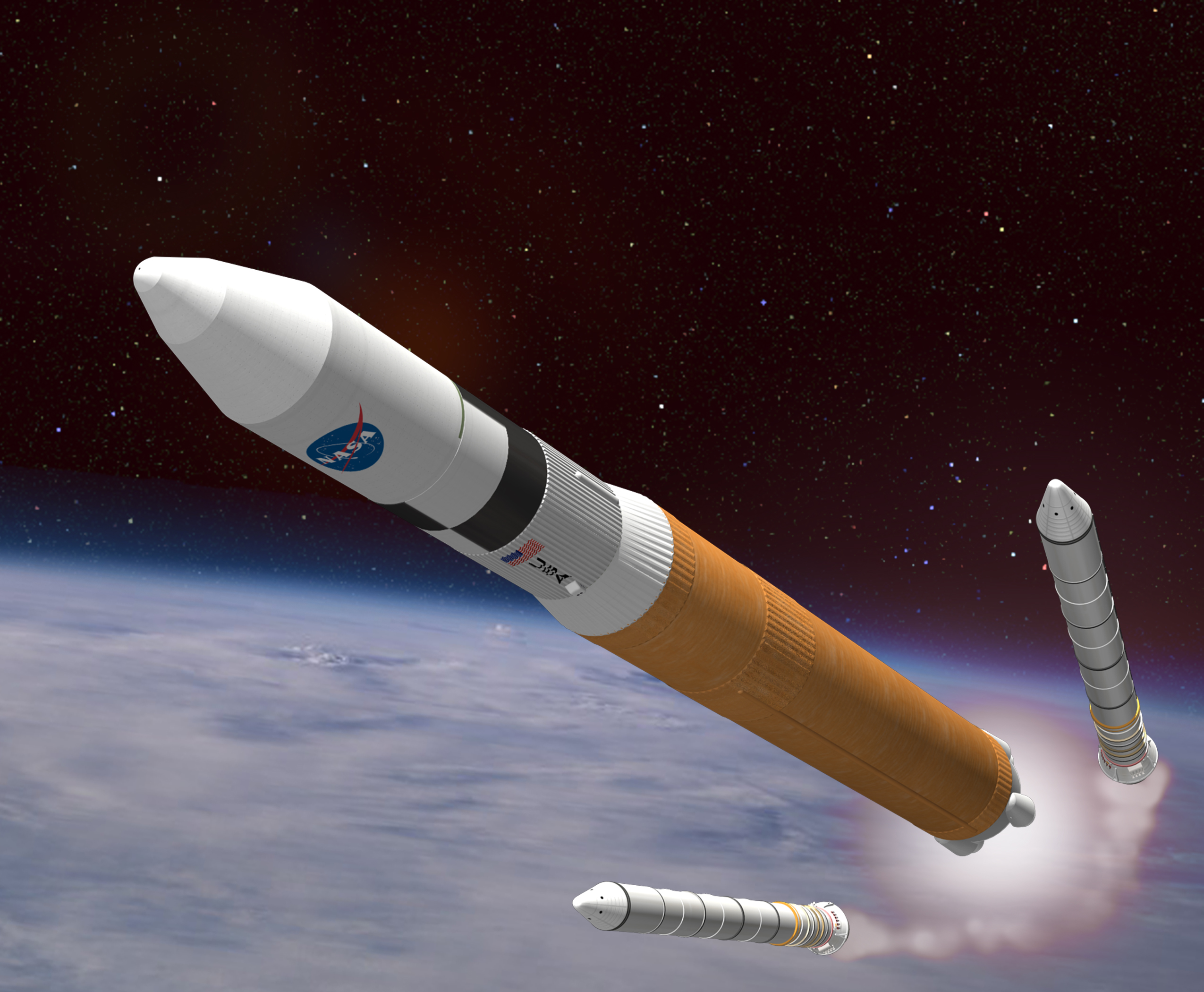
Dibujo de Lanzamiento de Ares V.

El Ares V (antes conocido como Vehículo de lanzamiento de carga, o CaLV) era el vehículo de lanzamiento de carga del programa Constelación. Ares V sería el encargado de lanzar el Vehículo de salida de la Tierra (EDS) así como el Módulo de acceso a la superficie lunar (LSAM) cuando la NASA regresase a la Luna, estando la misión planeada para el 2019. El Ares V era un complemento para el Ares I, el cual estaba diseñado para poner en órbita la tripulación de la misión. 
El Ares V sería capaz de transportar 130 toneladas métricas a la órbita baja terrestre (como el actual SLS Block II) y 65 toneladas a la Luna.
Ares V, Ares IV y Ares I están nombrados como el dios griego de la guerra. Los numerales I y V son un homenaje a sus predecesores, los cohetes Saturno I y Saturno V.
El Ares V fue cancelado junto con el programa Constelación.

## Diseño
El Ares V hubiera sido un vehículo para poner grandes cargas en órbita, como instrumentos y materiales a la Luna, y poder llevar provisiones que permitan mantener misiones humanas más allá de la órbita terrestre. Este cohete utilizaría dos etapas; la primera de ellas usa combustible sólido y líquido como propulsor, mientras que la segunda usaría el motor J-2X de combustible líquido.
La primera etapa tendría dos tipos separados de motores. Como en el transbordador, usa simultáneamente combustible sólido y líquido como propulsor. Los cohetes de combustible sólido eran unos derivados de los cohetes impulsores del transbordador, aunque con cinco segmentos (uno más que en el transbordador). Además, tendría cinco motores de combustible líquido RS-68.
La segunda etapa, también conocida como el Vehículo de salida de la Tierra (EDS), está basada en la etapa S-IVB, usado en el Saturno IB y Saturno V. El EDS tendrá un motor J-2X (también usado en la segunda etapa del Ares I), el cual le permitirá transportar al módulo lunar o cualquier carga pesada a una órbita circular. Al entrar en órbita lunar, el EDS dispara sus motores por segunda ocasión para poner el vehículo Orión y el LSAM en trayectoria directa a la Luna.
La capacidad del Ares V (de aproximadamente 130 toneladas métricas) se comparara con el cohete Saturno V y el cohete Ruso/soviético Energía, siendo capaz de servir en misiones a la Luna y a Marte.

## Misión en el programa Constelación
El Ares V era el vehículo de carga del programa Constelación. A diferencia de las misiones actuales de la NASA donde se lanza al mismo tiempo el módulo, los suministros y la tripulación, el programa Constelación usaría dos vehículos separados: una para la carga (Ares V) y el otro para tripulación (Ares I). Este cambio permitiría a los ingenieros especializar más cada cohete y darle otros usos o misiones.
Este cohete pesado no solo permitiría lanzar los módulos de salida de la Tierra, sino también módulos lunares, nuevos módulos para la Estación Espacial Internacional, para la base lunar propuesta por la NASA y para una misión futura a Marte.